# Proprietà meccaniche

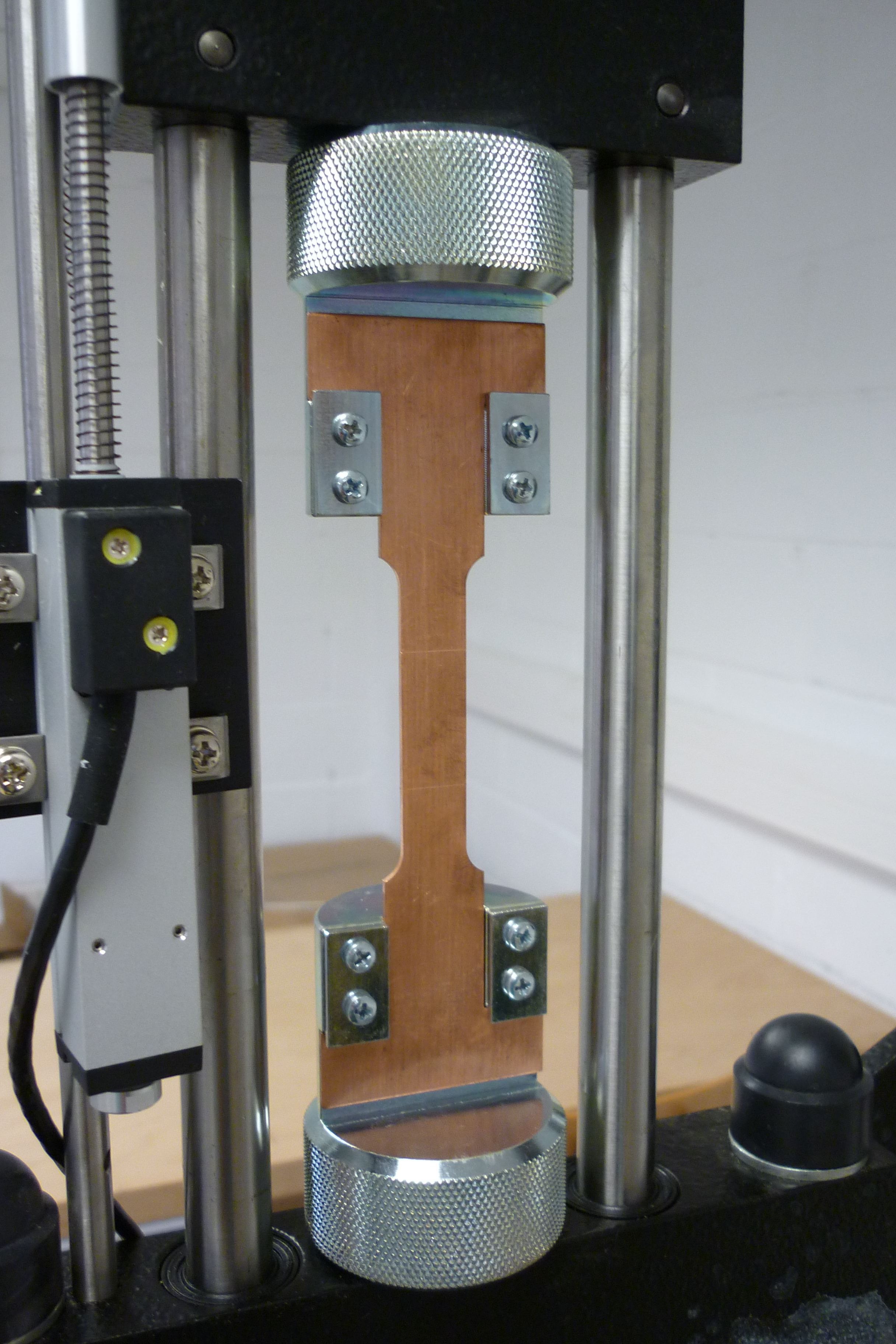
Provino sottoposto alla prova di trazione per determinarne la resistenza a trazione.

Una proprietà meccanica è una proprietà di un materiale che indica se il materiale in questione risponde ad una sollecitazione in maniera elastica (ad esempio deformandosi in maniera reversibile) o inelastica (ad esempio rompendosi).
Tali proprietà vengono determinate a mezzo di opportune prove (ad esempio prova di trazione e compressione), che in genere sono standardizzate in modo da potere essere ripetibili; alcuni organismi di normalizzazione che definiscono gli standard delle prove meccaniche sono: ASTM International, Deutsches Institut für Normung (DIN), Comitato europeo di normazione (CEN) e Organizzazione internazionale per la normazione (ISO).

## Descrizione
È da notare che durante un provino di un materiale può presentare un comportamento meccanico differente a seconda della direzione lungo la quale si effettua la prova; ciò è vero nel caso in cui il materiale di cui è costituito il provino sia anisotropo (ad esempio il legno ha una resistenza a trazione maggiore se la sollecitazione avviene nel senso delle fibre e minore se avviene in senso trasversale), mentre nel caso in cui il materiale sia isotropo il valore determinato dalla prova sarà sempre lo stesso per qualsiasi direzione.
La conoscenza delle proprietà meccaniche dei materiali è fondamentale per scegliere quale tipo di materiale è più adatto per un determinato utilizzo. Ad esempio, se un manufatto deve essere sottoposto a continue sollecitazioni dinamiche o periodiche (come nel caso di una molla o di un ammortizzatore), è necessario che sia costruito con un materiale che abbia un'elevata resistenza alla fatica (ad esempio acciaio ad alto tenore di carbonio). Oppure se un manufatto durante il suo utilizzo è sottoposto a continue forze di attrito (come nel caso di un cuscinetto o i pattini del freno), è necessario che sia costruito con un materiale che abbia un'elevata resistenza d'attrito (ad esempio materiali sinterizzati).

### Tipologie di sollecitazione
Le proprietà meccaniche possono essere determinate in risposta a diverse tipologie di sollecitazione.
A seconda del modo in cui vengono applicate, le sollecitazioni si dividono in:
- statiche: quando vengono applicate in modo graduale e per un tempo abbastanza lungo, per esempio: forze applicate a funi, a macchine di sollevamento.
- dinamiche: quando vengono applicate in un tempo molto breve (come nel caso di un urto oppure nella martellatura all'incudine)
- concentrate: quando vengono applicate su una superficie molto piccola (puntiforme);
- d'attrito: si generano tra due corpi mobili fra loro striscianti (attrito radente) o rotolanti (attrito volvente)
- periodiche: quando si ripetono ciclicamente nel tempo con frequenza elevata.

### Esempi di proprietà meccaniche
A seconda del tipo di sollecitazione alla quale si fa riferimento, si definiscono le seguenti proprietà meccaniche:
- resistenza meccanica è la capacità di un materiale di resistere alle sollecitazioni statiche;
- resilienza è la capacità di un materiale di resistere alle sollecitazioni dinamiche;
- durezza è la capacità di un materiale di resistere alle sollecitazioni concentrate;
- resistenza d'attrito è la capacità di un materiale di resistere alle sollecitazioni d'attrito;
- resistenza alla fatica: è la capacità del materiale di resistere alle sollecitazioni periodiche.

Riguardo alla resistenza meccanica, a seconda del tipo di sollecitazione statica applicata, si parla più specificatamente di:
- resistenza alla trazione
- resistenza alla compressione
- resistenza alla flessione
- resistenza alla torsione
- resistenza al taglio

Spesso il miglioramento di una proprietà meccanica può portare al peggioramento di altre proprietà meccaniche. In genere aumentando la durezza, la resistenza meccanica e la resistenza all'usura si diminuisce la resilienza e la resistenza alla fatica.